# Bokermannohyla alvarengai
Bokermannohyla alvarengai es una especie de anfibios anuro de la familia Hylidae. Es endémica de Brasil. Sus hábitats naturales incluyen praderas, ríos y zonas rocosas. Está amenazada de extinción por la destrucción de su hábitat natural.
El macho de B. alvarengai es más grande que la hembra a diferencia de lo que ocurre con otras especies de ranas. Posee patas delanteras muy fuertes, y espinas largas. Las especies en donde la rana macho es más grande, como en B. alvarengai, se cree que se debe a que los machos combaten entre sí para conseguir un buen territorio. Esto no es seguro, pues la información sobre este animal es escasa.